# Sórák
A sórák (Artemia salina) a levéllábú rákok (Branchiopoda) osztályának csupasz levéllábú rákok (Anostraca) rendjébe, ezen belül a sórákfélék (Artemiidae) családjába tartozó rákfaj.
Először 982-ben tettek említést róla az iráni Urmia-tónál.
Megtalálható szinte minden sós vízben, de az óceánokban nem él. Sikeresen kerüli el a ragadozókat azzal a tulajdonságával, hogy nagyon sós vizekben (50% sótartalomig) és apró, változó sókoncentrációjú part menti pocsolyákban is megél.
Speciális képessége, hogy alvó petéket rak (ezeket cisztának is hívják); ezek túlélik a kiszáradást és 2 évig is életképesek maradnak. Az alvó peték hosszú ideig tárolhatók, majd a kellő időben élő élelemnek felhasználhatók. Ezért a tulajdonságáért kiterjedten használják az akvakultúrában rákok és halak etetésére. Az akvarisztikában apró lárváit ivadékhalak etetésére keltetik, kifejlett példányait magas fehérjetartalmú és jól emészthető fagyasztott eleségként forgalmazzák. A kiszárított peték egyszerűen tárolhatóak és szállíthatóak, a naupliusz lárvák kelése jól időzíthető. Vegyszerekkel héjmentesített petéje jobban emészthető és a lárvák kelési aránya is jobb. Évenként közel 2000 tonna száraz sórákpetét adnak el világszerte. Széles körben használják a biológiai toxicitás tesztelésére is. Több Artemia-faj keresztezésével létrehozott hibridjét „Sea-Monkeys”, azaz tengeri majmok márkanéven forgalmazzák, mint népszerű haltápot.

## Megjelenése, felépítése
A sórák egy primitív, az ízeltlábúak törzsébe tartozó állat.  A teste 19 szegmensből áll, átlagos hossza 10–12 mm, a lábai 4 mm hosszúak. Testét rugalmas kitinréteg borítja, amit időről időre levedlik. A legtöbb életfunkcióját nem agya hanem a központi idegdúc irányítja. Autotómiára képes, tehát védekezésképpen ledobja testrészeit. Három szeme van.
25‰ - 250‰ (25–250 g/l) sósűrűséget visel el.
Életciklusa 1 év. 

## Életmódja
A fejlődés kezdetén a sórák nem eszik, hanem a petében tárolt tápanyagot hasznosítja. A vadon élő sórák tápláléka kisméretű plankton. Akvakultúrában nevelt sórákok búzalisztet, szóját, tojássárgáját kapnak. Akváriumban spirulina és chlorella alga, illetve élesztőoldat keverékével nevelhetőek.

## Űrkísérletben
A sórák petéit több űrkísérletben  (Biosatellite II, Apollo-16, Apollo-17, Kozmosz-782, Kozmosz-1129, Foton-10, Foton-11) is használták a kozmikus sugárzás biológiai hatásának tesztelésére. A gyorsulást és a gravitáció hiányát is tesztelték rajta, ekként az Apollo-16 és Apollo-17 űrhajókon a sórák ‘elutazott’ a Holdra és vissza. Űrsiklók fedélzetén is voltak a sórákok. 90%-uk nem élte túl a kozmikus sugárzást vagy a gyorsulást.

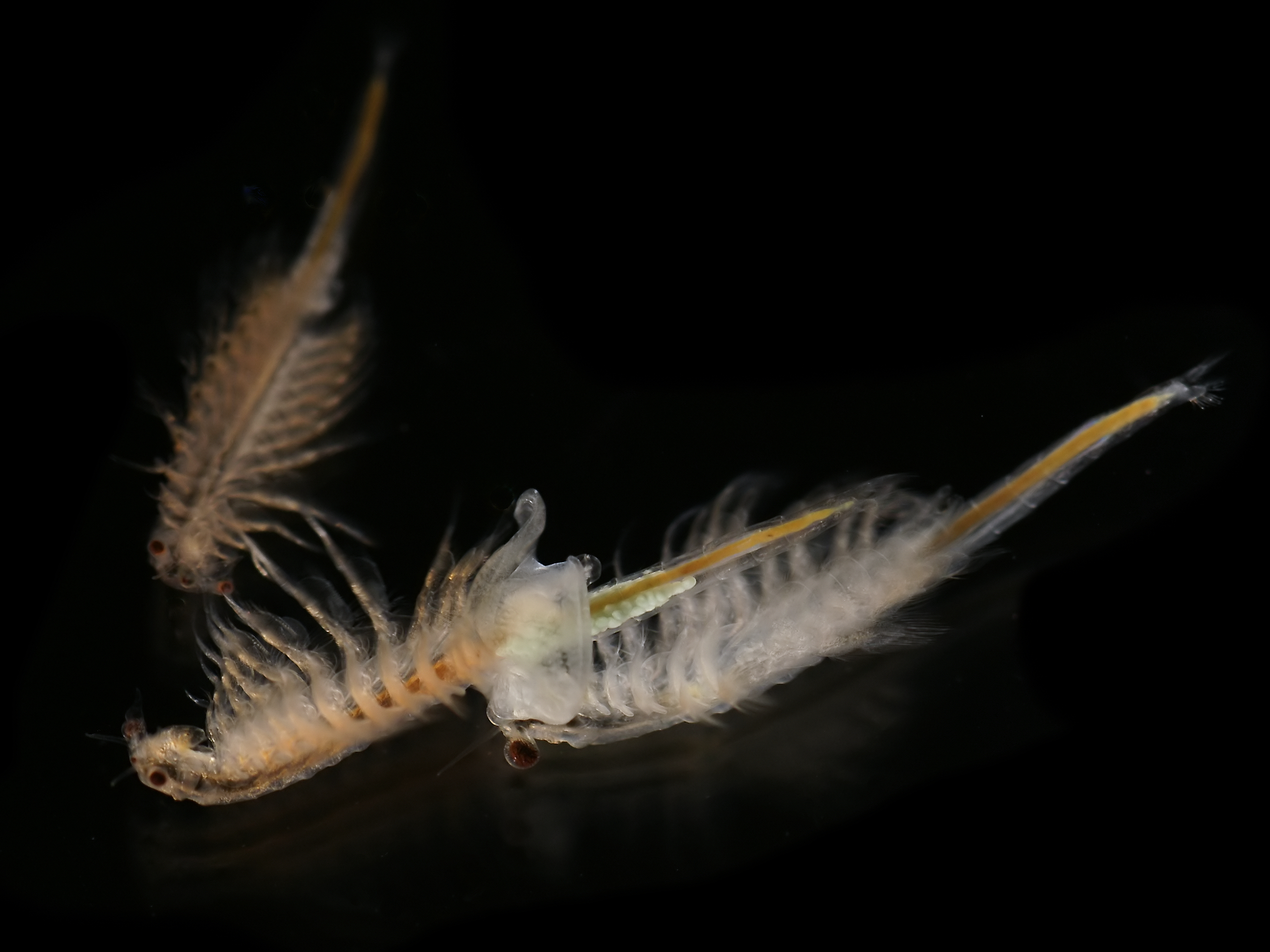
Sórákok
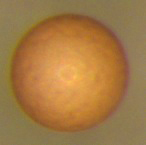
A sórák petéje
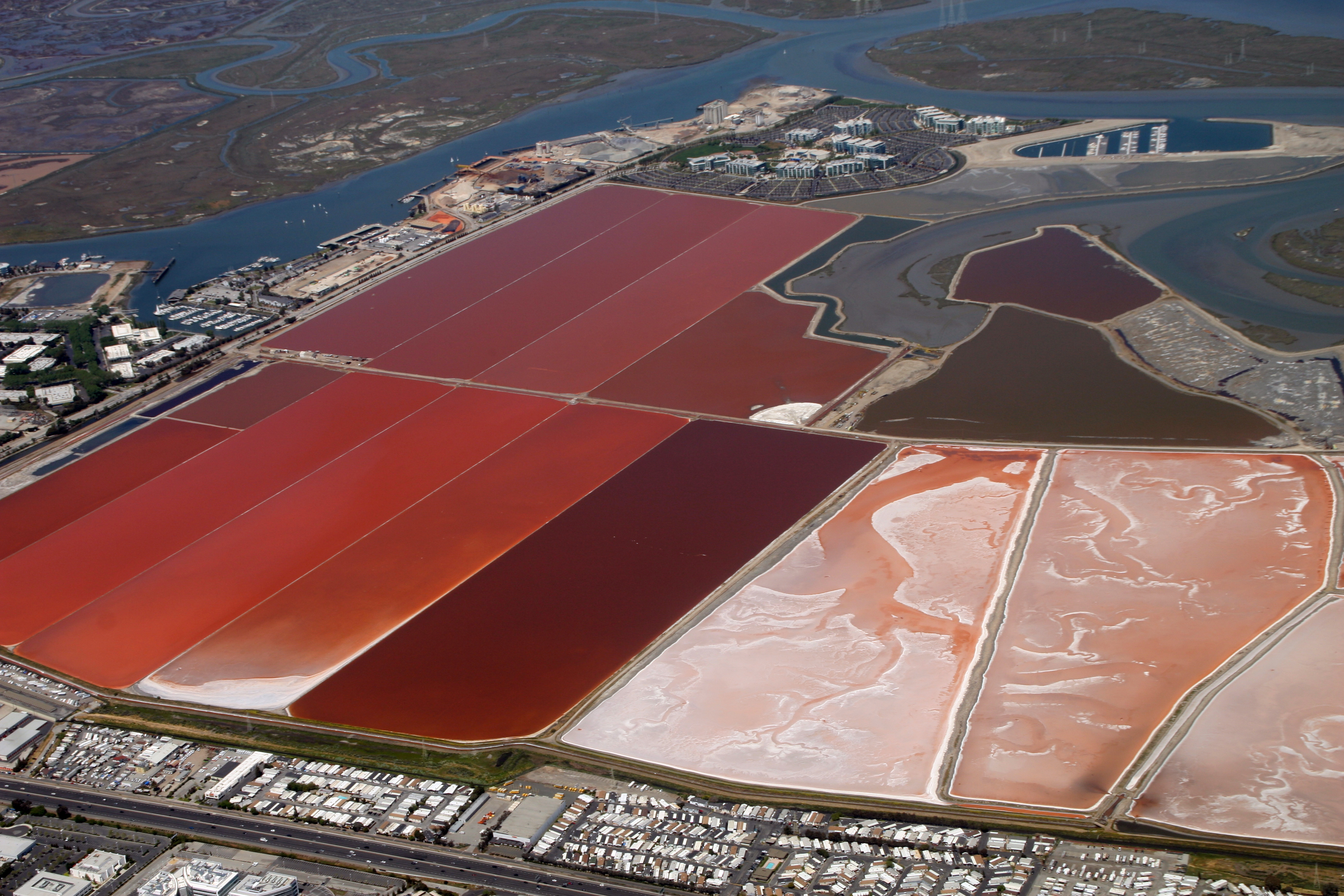
Sórák-farm San Franciscóban